# Contrôles Essais Mesures
Contrôles Essais Mesures est une revue trimestrielle française, consacrée aux essais, à la métrologie, aux contrôles et à l'optique.

## Le concept éditorial
Contrôles Essais Mesures est une revue spécialisée dans le domaine de la métrologie et des essais. C'est la revue de référence de tous les professionnels de la métrologie, des essais et de l’instrumentation, qu’ils exercent dans l’industrie, les laboratoires publics et privés ou encore l’enseignement et la formation.
Au sommaire de chaque numéro, on retrouve les actualités du secteur, un dossier/enquête, un focus technique, les avis d'experts en métrologie, les avis d'experts en CND (Contrôles non destructifs), et les avis d'experts en optique.
La revue est complétée par un site internet.
Le Symop, le Collège français de métrologie, le RMVO et la Cofrend sont partenaires de cette publication.
En octobre 2012, la revue a reçu deux nominations au 14e palmarès de la presse professionnelle ("meilleur (re)lancement" et "meilleure enquête"). Ces récompenses viennent couronner le travail de l'éditeur et de son équipe, notamment depuis la nouvelle formule de la revue lancée en février 2012.